# San Gavino di Carbini
San Gavino di Carbini (in corso San Gavinu di Carbini) è un comune francese di 1 097 abitanti situato nel dipartimento della Corsica del Sud nella regione della Corsica.
Il comune comprende i centri abitati di Bavella e Gualdariccio.

## Società

### Evoluzione demografica
Abitanti censiti